# Career Opportunities
Career Opportunities (conocida también en español como Destinos opuestos) es una película de comedia romántica estadounidense de 1991 protagonizada por Frank Whaley en su primer papel protagonista y coprotagonizada por Jennifer Connelly. Fue escrita y coproducida por John Hughes y dirigida por Bryan Gordon. En la película, Whaley interpreta a Jim Dodge, un chico persuasivo pero irresponsable que consigue un trabajo como conserje nocturno en un supermercado local. Una noche después del cierre se encuentra solo con Josie McClellan (Connelly), una joven muy hermosa pero maltratada por su padre.
Hughes eligió a Bryan Gordon para dirigir su guion después de quedar impresionado con uno de los cortometrajes de Gordon. La película fue filmada en una tienda Target situada en las afueras de Atlanta. La película recaudó once millones de dólares en taquilla y recibió críticas en su mayoría negativas, razón por la cual Hughes se distanció de la película e incluso intentó que su nombre no apareciera en los títulos de crédito.

## Argumento
Jim Dodge (Frank Whaley) se considera a sí mismo como una «persona de la gente» y un soñador, considerado como un vago y un inútil. Después de ser despedido de numerosos trabajos mal pagados, su padre, Bud Dodge (John M. Jackson), le da la opción de conseguir un trabajo en el Target local o tomar un autobús e irse a San Luis.
Jim es contratado como asistente de limpieza nocturna en Target. En su primer turno en su nuevo trabajo, su jefe, el conserje principal (William Forsythe), lo deja solo en la tienda hasta que su turno termine a las 7ː00h.  Mientras está encerrado, se encuentra con la hermosa Josie McClellan (Jennifer Connelly), una «niña rica y malcriada» a quien ha conocido de toda la vida. Josie había pasado las últimas horas durmiendo en un camerino después de intentar robar mercancía en un intento por huir de su padre abusivo, Roger Roy McClellan (Noble Willingham).
Josie y Jim comienzan a conocerse, dándose cuenta de que realmente no son tan diferentes. Comienzan a formar una relación romántica y proceden a disfrutar de la libertad de tener una tienda tan grande para ellos solos. Josie, que tiene $ 52 000 en su bolso, convence a Jim de que se escape con ella a California tan pronto como salgan de la tienda por la mañana. Mientras tanto, Roger se une al sheriff (Barry Corbin) de la ciudad para buscar a su hija fugitiva toda la noche.
Las cosas se complican cuando dos delincuentes, bastante incompetentes, Néstor Pyle (Dermot Mulroney)  y Gil Kinney (Kieran Mulroney), irrumpen y retienen a los dos como rehenes. Finalmente, Josie seduce a uno de los delincuentes y lo convence para que la lleve con ellos después de robar la tienda. Mientras cargan la mercadería robada en su automóvil, Josie salta al asiento delantero y se aleja, dejando a los dos hombres varados en el estacionamiento. Mientras tanto, en el edificio, Jim carga una escopeta que se encuentra en el casillero del conserje principal y engaña a Néstor y Gil atrayéndoles a la parte trasera de la tienda y reduciéndoles a punta de pistola.
Por la mañana, llega el sheriff y se topa con los dos ladrones amordazados y maniatados. Jim y Josie huyen juntos y luego se los ve descansando junto a una piscina en Hollywood.

## Reparto
- Frank Whaley como Jim Dodge
- Jennifer Connelly como Joséphine «Josie» MacClellan
- Dermot Mulroney como Néstor Pyle
- Kieran Mulroney como Gil Kinney
- John M. Jackson como Bud Dodge
- Jenny O'Hara como Dotty Dodge
- Noble Willingham como Roger Roy McClellan
- Barry Corbin como el sheriff Don
- Wilbur Fitzgerald como Bob Bosenbeck
- William Forsythe como el conserje.
- John Candy (no acreditado) como C.D. Marsh, el encargado de la tienda

## Producción
Fue la primera película dirigida por Bryan Gordon. John Hughes confió en él para que dirigiera la película después de quedar impresionado por el cortometraje de Gordon, Ray's Male Heterosexual Dance Hall, que ganó el  Oscar en 1987 al Mejor cortometraje en vivo. Gordon dijo que aceptó el trabajo para «aprender sobre mí mismo y cómo rodar una película».
Después de una búsqueda en todo el país, los realizadores eligieron el área rural de Monroe, en Georgia, para la ubicación de la película. La tienda Target era el número T-378, y estaba ubicado en el 4000 de Covington Highway en Decatur, en las afueras de Atlanta. La tienda había sido anteriormente un Richway, que fue renovado después de la expansión de Target al Sudeste a finales de la década de 1980. Whaley fue al lugar con el director antes de filmar. Dijo que él y Connelly «se llevaban muy bien y la gente recuerda ciertas tomas de esa película».
El rodaje comenzó el 13 de noviembre de 1989, con un calendario de filmación estimado en siete semanas. Se rodó durante la temporada de compras navideñas; un escritor del American Film Institute señaló que «Algunos empleados de la tienda se quedaron después del horario de atención al público y varios fueron elegidos como actores de fondo, mientras que otros se encargaron de reabastecer los departamentos utilizados por el equipo de producción». Rodar por la noche «afecta tu psique», dijo Whaley.
Los realizadores crearon un escenario adicional de «jardín del Eden» dentro de la tienda, diseñado para una escena romántica entre los protagonistas de la película.

## Recepción
Career Opportunities fue un fracaso en taquilla en el momento de su estreno. Únicamente alcanzó el puesto número cuatro en su primera semana recaudando 4 024 800 $, y 11 336 986 $ en Estados Unidos.
El tráiler utilizado para anunciar la película mostraba a Connelly montando a caballo. La revista Rolling Stone más tarde se preguntó si los realizadores «tal vez dándose cuenta de que tenían un perro completo de una película en sus manos, intentaron vender la dudosa película para adolescentes como el sueño húmedo de una especie de fanático del escote».
Hughes dijo que la película fue «una decepción» porque «no tenía el control creativo». Afirmó más tarde que la película era «barata y vulgar» y que sus sugerencias fueron ignoradas. Dice que trató de eliminar su nombre de la película, pero Universal se negó a raíz del éxito de «Home Alone». «De repente soy una mercancía», dijo. «Si  Home Alone no hubiera salido, mi nombre no estaría en Career Opportunities cuatro veces».
Según posteriormente comentó el director de la película:

Creo que si hicieran esa película hoy sería genial, pero le faltaba un poco de la reverencia de otras películas escritas por John Hughes. La banda sonora era sin duda el clásico de John Hughes. Quiero decir, que es una película genial. Creo que es diferente a sus otras películas, y creo que elegirme fue un movimiento atrevido. [Risas.] Porque yo no encajaba en ese molde. Lo jugué un poco diferente. Estaba [...] un poco fuera de lugar. Y creo que eso podría haber sido parte de la desaparición de todo el asunto.

Rotten Tomatoes le da a la película una puntuación del 39 % según las reseñas de 18 críticos, con una puntuación media de 4,9 sobre 10. Las audiencias encuestadas por CinemaScore le dieron a la película una calificación de "C +" en una escala de A + a F.